# Weniamin Fjodorowitsch Kagan
Weniamin Fjodorowitsch Kagan (russisch Вениамин Фёдорович Каган; * 9. März 1869 in Šiauliai, damals Gouvernement Kowno, Russisches Reich; † 8. Mai 1953 in Moskau) war ein russischer Mathematiker.

## Leben
Kagan wurde in eine arme jüdische Familie geboren. 1871 zog die Familie nach Jekaterinoslaw, wo er aufwuchs. Kagan studierte ab 1887 an der Universität Odessa, wurde aber 1889 als politisch aktiver Student der Universität verwiesen. 1892 machte er nach Selbststudien als Externer an der Universität Kiew seinen Abschluss. Er setzte sein Studium an der Universität Sankt Petersburg bei Andrei Andrejewitsch Markow und Konstantin Posse fort, wurde dort 1895 promoviert (Kandidat) und 1907 habilitiert (in Russland „Doktor“ genannt). Ab 1897 war er Dozent und ab 1904 Professor in Odessa und ab 1923 Professor für Geometrie an der Lomonossow-Universität in Moskau. 1952 ging er in den Ruhestand.
Kagan war in Russland Begründer einer Schule der Differentialgeometrie und führte in Russland den Tensorkalkül in die Differentialgeometrie ein. Er beschäftigte sich auch mit Axiomatisierung der euklidischen Geometrie und Geschichte der Geometrie, wobei er u. a. eine 1946 bis 1951 eine fünfbändige kommentierte Ausgabe der Werke von Nikolai Iwanowitsch Lobatschewski herausgab. 1903 vereinfachte er Max Dehns Lösung des dritten Hilbertproblems erheblich.
1943 erhielt er den sowjetischen Staatspreis. Er gründete in Odessa den wissenschaftlichen Verlag Mathesis und war Leiter der Abteilung Mathematik und Naturwissenschaft der Großen Sowjetenzyklopädie.
Zu seinen Doktoranden zählen Pjotr Raschewski, Alexander Petrowitsch Norden, Wiktor Wladimirowitsch Wagner und Isaak Jaglom. Auch der Physiker Igor Tamm zählte 1921/2 zu seinen Studenten. Kagan ist mütterlicherseits der Großvater des Mathematikers Jakow Sinai und von Grigori Isaakowitsch Barenblatt.
1994 wurde der Asteroid (4366) Venikagan nach ihm benannt.

## Schriften
- Grundlagen der Geometrie, 2 Bände, Odessa 1905, 1907 (russisch)
- N.Lobatschewski, Moskau, Leningrad 1948 (russisch, französische Übersetzung Moskau 1974)
- Über die Transformation der Polyeder, Mathematische Annalen Band 57, 1903, S. 421 (zum 3. Hilbertproblem)